# 咸鍾贇
咸 鍾贇（ハム・ジョンビン、朝鮮語: 함종빈、1923年4月1日 - 2009年3月28日）は、大韓民国の政治家、政治学者、教授、陸軍軍人、実業家。第5・9・10代韓国国会議員。本貫は江陵咸氏。号は石泉。咸 鍾斌（読み、ハングルともに同じ）という表記も見られる。

## 経歴
江原道襄陽郡出身。高麗大学校政治学科卒。陸軍少佐予編。仁川大義塾講師（政治学）、陸軍士官学校政治科主任教授を歴任した。1960年の第5代総選挙では民主党から出馬し初当選。1973年の第9代総選挙では維新政友会所属議員、1978年の第10代総選挙では無所属議員としてそれぞれ当選した。民主党中央党外交部次長、大韓民国憲政会事務総長、株式会社新韓ペイント社代表取締役、咸氏大宗会会長、石泉書芸院院長も務めた。
2009年に老衰により死去した。享年87歳。

## 著書
- 比較政府論[1]
- 政治学原論[1]

- 歴史の終焉[1]